# Mateja Svet
Mateja Svet [matêja svét], , slovenska alpska smučarka, * 16. avgust 1968, Ljubljana, Slovenija.

## Življenjepis
Prvi vidnejši uspeh je Mateja doživela že leta 1984, ko je postala mladinska svetovna prvakinja v veleslalomu, isto leto pa je nastopila tudi na olimpijskih igrah v Sarajevu. V sezoni 1985/86 je v veleslalomu v slovaških Visokih Tatrah dosegla prvo slovensko žensko zmago v svetovnem pokalu. Tisto leto je dobila tudi zadnjo tekmo sezone v kanadskem Bromontu. 
Leta 1987 je na svetovnem prvenstvu v švicarski Crans Montani osvojila kar tri medalje. Poleg srebrne v veleslalomu, je prismučala še do brona v supervelesalomu in slalomu. Leto kasneje se ji je na olimpijskih igrah v kanadskem Calgaryju za las izmuznila medalja v veleslalomu, ji je pa uspelo priti do  srebrne slalomske medalje. V sezoni 1987/88 je osvojila mali kristalni globus v veleslalomski razvrstitvi. Na svetovnem prvenstvu v Vailu leta 1989 je postala svetovna prvakinja v slalomu, v veleslalomu pa je stopila na najnižjo izmed zmagovalnih stopničk, potem, ko so zaradi dopinga diskvalificirali tretjeuvrščeno Francozinjo Christelle Guignard.
Po koncu sezone 1989/90 je pri zgolj 22 letih zaradi nesoglasij s Smučarsko zvezo Slovenije končala tekmovalno kariero. Skupaj je v svetovnem pokalu osvojila 7 zmag in 22 uvrstitev na zmagovalni oder.

## Osebno
Po končani karieri je več let delala za podjetje Rossignol ter pisala kolumne in intervjuala športnike za revijo Stop. Za zelo kratek čas je vstopila tudi v politiko, kot članica Demokratov.
Ima hčerko Taro, rojeno leta 1998. Je diplomantka delovne terapije na visoki šoli za zdravstvo izobražena za psihodramo. 
Službuje na psihiatrični kliniki in vodi terapevtske skupine.

## Zmage v svetovnem pokalu
| Sezona  | Datum           | Disciplina | Prizorišče    | Država        |
| ------- | --------------- | ---------- | ------------- | ------------- |
| 1985/86 | 8. februar 1986 | veleslalom | Visoke Tatre  | Češkoslovaška |
| 1985/86 | 22. marec 1986  | veleslalom | Bromont       | Kanada        |
| 1987/88 | 30. januar 1988 | veleslalom | Kranjska Gora | Jugoslavija   |
| 1987/88 | 31. januar 1988 | slalom     | Kranjska Gora | Jugoslavija   |
| 1987/88 | 23. marec 1988  | veleslalom | Saalbach      | Avstrija      |
| 1989/90 | 20. januar 1990 | veleslalom | Maribor       | Jugoslavija   |
| 1989/90 | 5. februar 1990 | veleslalom | Veysonnaz     | Švica         |

### Skupna razvrstitev
Prva številka pomeni uvrstitev, druga v oklepaju pa osvojene točke.
| Sezona  | Skupno   | Slalom   | Veleslalom | Superveleslalom | Kombinacija |
| ------- | -------- | -------- | ---------- | --------------- | ----------- |
| 1983/84 | 86. (1)  | 40. (1)  | -          | -               | -           |
| 1984/85 | 31. (40) | 30. (7)  | 18. (33)   | -               | -           |
| 1985/86 | 7. (159) | 9. (49)  | 3. (84)    | 16. (19)        | 30. (7)     |
| 1986/87 | 7. (126) | 9. (55)  | 6. (51)    | 11. (27)        | -           |
| 1987/88 | 6. (167) | 8. (56)  | 1. (87)    | 10. (24)        | -           |
| 1988/89 | 6. (154) | 8. (40)  | 2. (106)   | -               | 13. (8)     |
| 1989/90 | 7. (140) | 12. (52) | 2. (89)    | -               | -           |